# Jozef Chovanec
Jozef Chovanec (Považská Bystrica, 7 marzo 1960) è un allenatore di calcio ed ex calciatore ceco, di ruolo difensore.
Nonostante sia nato in una cittadina che fa parte della Slovacchia, ha optato per la cittadinanza ceca. Per un breve periodo tra dicembre 2003 e gennaio 2004 è stato direttore sportivo del Příbram. Dal 2005 al 2008 è stato presidente dello Sparta Praga.

## Carriera

### Giocatore

#### Club
Dopo aver iniziato a giocare a calcio nel Dolné Kočkovce e nel FK Matador Púchov, passò nel 1978 allo Sparta Praga. Dopo aver fatto il servizio militare tra il 1979 e il 1981 con l'RH Cheb ritornò allo Sparta, dove giocò fino al 1988, anno del trasferimento al PSV, squadra olandese fresca vincitrice della Coppa dei Campioni. Vinse due campionati e due coppe d'Olanda.
Nel 1991 ritornò allo Sparta Praga e terminò la carriera da calciatore nel 1995.

#### Nazionale
Con la Cecoslovacchia giocò 52 partite, segnò 4 reti e partecipò al campionato del mondo 1990.

### Allenatore
Iniziò la carriera di allenatore con lo Sparta Praga, alla sesta giornata della stagione 1996-1997. Nel dicembre 1997 fu chiamato dalla federazione calcistica per allenare la Rep. Ceca che traghettò al campionato d'Europa 2000. Dopo aver fallito la qualificazione al campionato del mondo 2002, abbandonò la Nazionale per allenare il Marila Příbram da agosto 2002 a novembre 2003.
Nel 2004 allenò lo Slovan Bratislava e nel 2005 fu l'allenatore dei russi del Kuban' Krasnodar. Dal 2006 al 2011 ricopre l'incarico di presidente dello Sparta Praga. Nell'estate 2012 diventa l'allenatore dello Baniyas.

## Statistiche d'allenatore

### Club
In grassetto le competizioni vinte.
| Stagione                 | Squadra                  | Campionato               | Campionato | Campionato | Campionato | Campionato | Coppe nazionali | Coppe nazionali | Coppe nazionali | Coppe nazionali | Coppe nazionali | Coppe continentali | Coppe continentali | Coppe continentali | Coppe continentali | Coppe continentali | Altre coppe | Altre coppe | Altre coppe | Altre coppe | Altre coppe | Totale | Totale | Totale | Totale | Vittorie % | Piazzamento        |
| Stagione                 | Squadra                  | Comp                     | G          | V          | N          | P          | Comp            | G               | V               | N               | P               | Comp               | G                  | V                  | N                  | P                  | Comp        | G           | V           | N           | P           | G      | V      | N      | P      | %          | Piazzamento        |
| ------------------------ | ------------------------ | ------------------------ | ---------- | ---------- | ---------- | ---------- | --------------- | --------------- | --------------- | --------------- | --------------- | ------------------ | ------------------ | ------------------ | ------------------ | ------------------ | ----------- | ----------- | ----------- | ----------- | ----------- | ------ | ------ | ------ | ------ | ---------- | ------------------ |
| set. 1996-1997           | Sparta Praga             | 1L                       | 25         | 19         | 5          | 1          | CR              | 2               | 1               | 0               | 1               | CdC                | 4                  | 0                  | 3                  | 1                  | -           | -           | -           | -           | -           | 31     | 20     | 8      | 3      | 64,52      | 1º                 |
| lug.-dic. 1997           | Sparta Praga             | 1L                       | 15         | 11         | 3          | 1          | CR              | 1               | 0               | 0               | 1               | UCL                | 8                  | 2                  | 3                  | 3                  | -           | -           | -           | -           | -           | 24     | 13     | 6      | 5      | 54,17      | Dimesso            |
| ago. 2002-2003           | Marila Příbram           | 1L                       | 28         | 9          | 11         | 8          | CR              | 4               | 3               | 0               | 1               | -                  | -                  | -                  | -                  | -                  | -           | -           | -           | -           | -           | 20     | 2      | 5      | 12     | 10,00      | 10º                |
| lug.-nov. 2003           | Marila Příbram           | 1L                       | 14         | 4          | 2          | 8          | CR              | 2               | 1               | 1               | 0               | -                  | -                  | -                  | -                  | -                  | -           | -           | -           | -           | -           | 16     | 5      | 3      | 8      | 31,25      | Esonerato          |
| Totale Marila Pribram    | Totale Marila Pribram    | Totale Marila Pribram    | 42         | 13         | 13         | 16         |                 | 6               | 4               | 1               | 1               |                    | -                  | -                  | -                  | -                  |             | -           | -           | -           | -           | 48     | 17     | 14     | 17     | 35,42      |                    |
| gen.-giu. 2004           | Slovan Bratislava        | SL                       | 18         | 2          | 4          | 12         | -               | -               | -               | -               | -               | -                  | -                  | -                  | -                  | -                  | -           | -           | -           | -           | -           | 18     | 2      | 4      | 12     | 11,11      | 10º, Retrocessione |
| 2005                     | Kuban'                   | PD                       | 42         | 23         | 12         | 7          | KR+KR           | 2+2             | 0+0             | 1+2             | 1+0             | -                  | -                  | -                  | -                  | -                  | -           | -           | -           | -           | -           | 46     | 23     | 15     | 8      | 50,00      | 5º                 |
| 2006                     | Kuban'                   | PD                       | 42         | 30         | 7          | 5          | KR              | 3               | 1               | 1               | 1               | -                  | -                  | -                  | -                  | -                  | -           | -           | -           | -           | -           | 45     | 31     | 8      | 6      | 68,89      | 2º, Promozione     |
| Totale Kuban'            | Totale Kuban'            | Totale Kuban'            | 84         | 53         | 19         | 12         |                 | 7               | 1               | 4               | 2               |                    | -                  | -                  | -                  | -                  |             | -           | -           | -           | -           | 91     | 54     | 23     | 14     | 59,34      |                    |
| ott. 2008-2009           | Sparta Praga             | 1L                       | 21         | 11         | 6          | 4          | CR              | 5               | 3               | 1               | 1               | -                  | -                  | -                  | -                  | -                  | -           | -           | -           | -           | -           | 26     | 14     | 7      | 5      | 53,85      | 2º                 |
| 2009-2010                | Sparta Praga             | 1L                       | 30         | 16         | 14         | 0          | CR              | 6               | 4               | 0               | 2               | UCL+UEL            | 2+8                | 1+4                | 0+1                | 1+3                | -           | -           | -           | -           | -           | 46     | 25     | 15     | 6      | 54,35      | 1º                 |
| 2010-2011                | Sparta Praga             | 1L                       | 30         | 22         | 2          | 6          | CR              | 2               | 1               | 1               | 0               | UCL+UEL            | 6+8                | 4+2                | 0+4                | 2+2                | CS          | 1           | 1           | 0           | 0           | 47     | 30     | 7      | 10     | 63,83      | 2º                 |
| lug.-dic. 2011           | Sparta Praga             | 1L                       | 16         | 12         | 2          | 2          | CR              | 4               | 4               | 0               | 0               | UEL                | 4                  | 3                  | 0                  | 1                  | -           | -           | -           | -           | -           | 24     | 19     | 2      | 3      | 79,17      | Dimesso            |
| Totale Sparta Praga      | Totale Sparta Praga      | Totale Sparta Praga      | 137        | 91         | 32         | 14         |                 | 20              | 13              | 2               | 5               |                    | 40                 | 16                 | 11                 | 13                 |             | 1           | 1           | 0           | 0           | 198    | 121    | 45     | 32     | 61,11      |                    |
| 2012-apr. 2013           | Baniyas                  | PL                       | 21         | 13         | 2          | 6          | CP              | 2               | 1               | 0               | 1               | -                  | -                  | -                  | -                  | -                  | -           | -           | -           | -           | -           | 23     | 14     | 2      | 7      | 60,87      | Dimesso            |
| mar.-giu. 2014           | Ružomberok               | SL                       | 11         | 5          | 1          | 5          | SP              | 2               | 0               | 1               | 1               | -                  | -                  | -                  | -                  | -                  | -           | -           | -           | -           | -           | 13     | 5      | 2      | 6      | 38,46      | 4º                 |
| ott. 2014-apr. 2015      | Slovan Bratislava        | SL                       | 13         | 6          | 1          | 6          | SP              | 2               | 1               | 0               | 1               | UEL                | 4                  | 0                  | 0                  | 4                  | -           | -           | -           | -           | -           | 19     | 7      | 1      | 11     | 36,84      | Esonerato          |
| Totale Slovan Bratislava | Totale Slovan Bratislava | Totale Slovan Bratislava | 31         | 8          | 5          | 18         |                 | 2               | 1               | 0               | 1               |                    | 4                  | 0                  | 0                  | 4                  |             | -           | -           | -           | -           | 37     | 9      | 5      | 23     | 24,32      |                    |
| Totale carriera          | Totale carriera          | Totale carriera          | 326        | 183        | 72         | 71         |                 | 39              | 20              | 8               | 11              |                    | 44                 | 16                 | 11                 | 17                 |             | 1           | 1           | 0           | 0           | 410    | 220    | 91     | 99     | 53,66      |                    |

## Palmarès

### Giocatore

#### Club
- Campionato cecoslovacco: 6

Sparta Praga: 1983-1984, 1984-1985, 1986-1987, 1987-1988, 1990-1991, 1992-1993
- Coppa di Cecoslovacchia: 2

Sparta Praga: 1984, 1988
- Campionato ceco: 4

Sparta Praga: 1993-1994, 1994-1995, 1996-1997, 1997-1998

#### Individuale
- Calciatore cecoslovacco dell'anno: 1

1986
- Personalità ceca dell'anno: 1

1994
- Allenatore ceco dell'anno: 3

1998, 1999, 2000

### Allenatore
- Campionato ceco: 2

Sparta Praga: 1996-1997, 2009-2010
- Supercoppa della Repubblica Ceca: 1

Sparta Praga: 2010